# 音速小子 (2006年遊戲)
《音速小子》，依其發行年份又稱為音速小子2006、Sonic '06，是由Sonic Team開發，並由SEGA發行於PlayStation 3和Xbox 360主機平台上的平台動作遊戲，於2006年11月14日首發。此款遊戲是為紀念音速小子系列十五週年而製的重啟作，也是音速小子系列在第七代遊戲機上發行的第一款遊戲。遊戲故事圍繞在音速小子、夏特和白銀三個主角之間，他們要共同對抗蛋頭博士及古老的惡魔Solaris。遊戲依主角分為三集，每個主角都有獨特的能力，必須完成一系列的關卡以推進故事。
遊戲的開發過程一波三折，歷經了：開發團隊最初由音速小子系列的共同創始人中裕司領導，但中裕司在遊戲開發過程中辭職，而後成立了自己的公司Prope；隨後團隊又被分成兩組，其中一組轉而開發為任天堂Wii製作的遊戲《音速小子與秘密戒指》。這些問題導致遊戲為趕上旺季發售取消了Wii和Windows版本。
儘管在發行前演示中獲得讚譽，《音速小子》獲得普遍的負面評價。與論主要批評其缺乏遊戲性，控制不精確、遊戲漏洞百出、載入時間過長、攝影鏡頭調整糟糕及其情節過於複雜。它不僅被認為是音速小子系列中最差的遊戲之一，而且普遍被視為史上最糟糕的遊戲之一。世嘉在2010年停止向零售商供貨，並因此決定一併下架所有低於Metacritic平均分數的音速小子系列遊戲，以維持音速小子系列在《音速小子4》及《音速小子 繽紛色彩》公開後所獲得的正面評價。

## 開發
Sonic Team於2004年，在前一款遊戲《光與蛋～比利哈恰的大冒險～》完成之後，開始遊戲的開發。開發小組原本準備開發一款真實風格的遊戲，並開發了一款物理引擎。而在開發小組轉投入一款新音速小子遊戲的研發時，就決定基於其物理引擎，讓新音速小子遊戲採用真實世界風格。系列共同創始人，同時也是當時Sonic Team的領導人中裕司，希望這款次世代音速小子遊戲成為音速小子系列的重啟之作，並且效仿當時的超級英雄電影，如《蜘蛛人2》與《蝙蝠俠：開戰時刻》的成功。開發小組決定將其命名為與系列開山作名稱相同的《音速小子》，以代表此遊戲相對於系列前作的躍進。遊戲採用與Sonic Team開發的另一款遊戲《原子小金剛》相同的Havok引擎，使開發小組能設計在第六世代遊戲機上無法出現的遼闊世界，並使玩家能以不同的方式探索關卡。遊戲總監中村俊在2005年的東京電玩大展上，演示了引擎的性能。
第七世代遊戲機如PS3、Xbox 360擁有更卓越的運算性能，允許開發小組採用較系列前作更真實的遊戲設定。幾個主要角色為此作出了設計更改：音速小子變得更高、其背上的尖刺變得更長；反派蛋頭博士變得更瘦，其身體特徵也變得更加真實。有一度，開發小組還考慮為音速小子加上真實的絨毛貼圖。